# دايتون لوروا روجرز
دايتون لوروا روجرز (بالإنجليزية: Dayton Leroy Rogers) هو قاتل متسلسل أمريكي، ولد في 30 سبتمبر 1953 في موسكو في الولايات المتحدة.

## وصلات خارجية
- دايتون لوروا روجرز على موقع إن إن دي بي (الإنجليزية)